# Ikva (Styr)
Ne pas confondre avec l'Ikva, affluent du Danube.
La rivière Ikva (en ukrainien : Іква ; en russe : Иква ; en polonais : Ikwa) est un cours d'eau d'Ukraine et un affluent de rive droite du Styr, donc un sous-affluent du Dniepr. Sa longueur est de 155 km. Elle prend sa source à 314 m d'altitude dans le raïon de Brody, coule dans l'oblast de Lviv puis dans celui de Rivne, traverse la commune urbaine de Mlyniv et la ville de Doubno. Son débit moyen est de 5,5 m³/s avec un maximum enregistré de 77 m³/s et un minimum de 0,5 m³/s. Sa largeur moyenne est de 5 à 25 m et sa profondeur moyenne de 0,5 à 2,2 m. Sa vitesse à Dubno est de 0,5m/s. Son eau est utilisable pour l'usage domestique et l'irrigation.

## Histoire

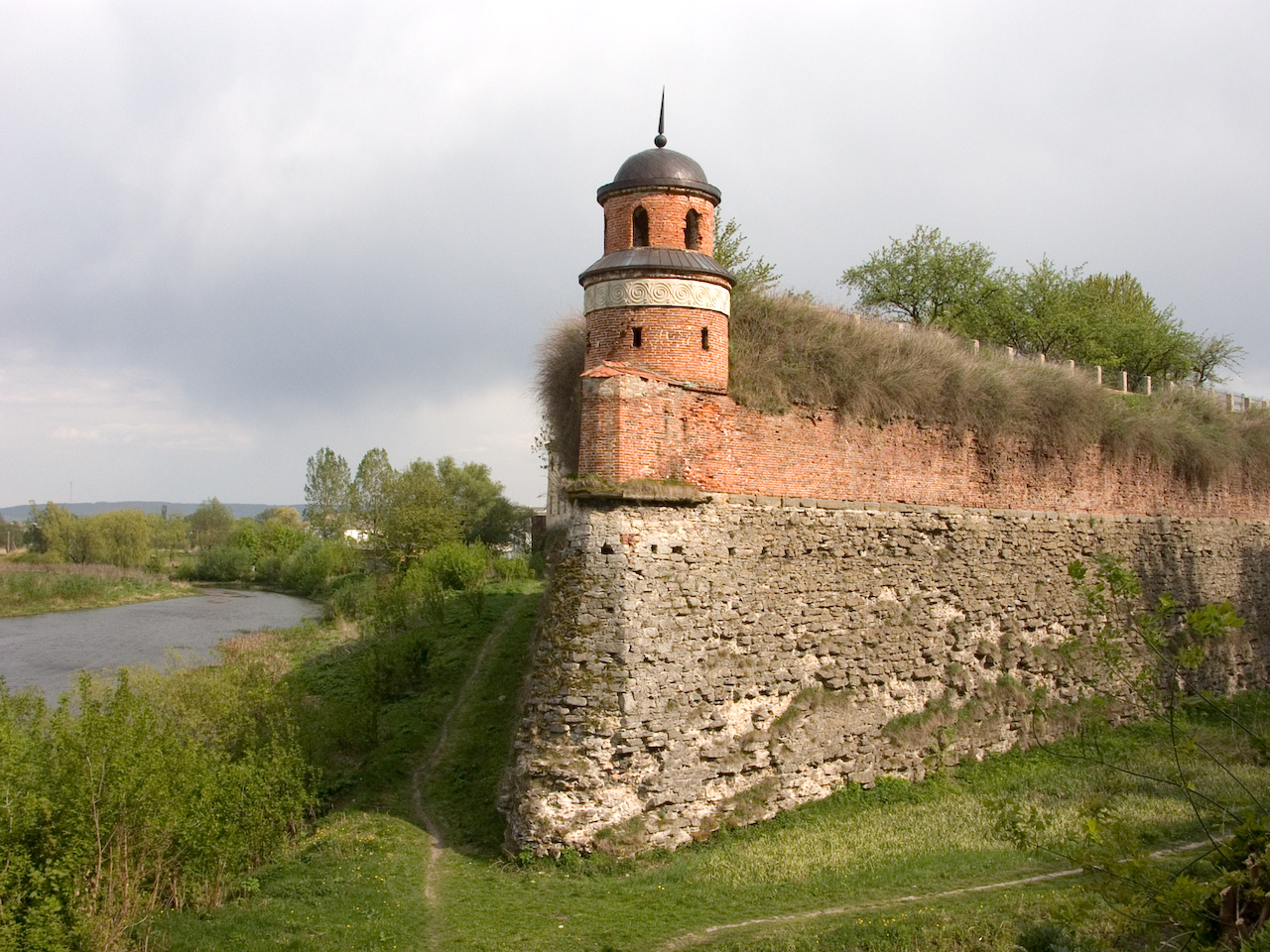
Le château de Doubno.

Les moulins à eau sur la rivière, qui donnent son nom à la localité de Mlyniv, sont mentionnés depuis le XVe siècle.
Le château de Doubno est construit en 1492 au bord de la rivière par le prince polonais Constantin Ostrogski. Il est plusieurs fois agrandi et rebâti par la suite. C'est une place stratégique importante jusqu'au XXe siècle.
C'est dans le village de Torgowiza (en polonais, Targowica), près de la source de l'Ikva, qu'est proclamée le 24 avril 1792 la confédération de Targowica, accord entre l'Empire russe et une partie des magnats polonais qui conduira au deuxième partage de la Pologne.
De 1792 à 1918, le bassin de l'Ikva est partagé entre la Galicie (Empire d'Autriche) et le gouvernement de Volhynie (Empire russe).
Pendant la Première Guerre mondiale en Europe de l'Est, l'Ikva est traversée à plusieurs reprises par la ligne de front entre l'armée impériale russe et les forces des Empires centraux.

## Sources et bibliographie
- (de) Cet article est partiellement ou en totalité issu de l’article de Wikipédia en allemand intitulé « Ikwa (Styr) » (voir la liste des auteurs) dans sa version du 19 juin 2017.